# Friedrich Stegmüller

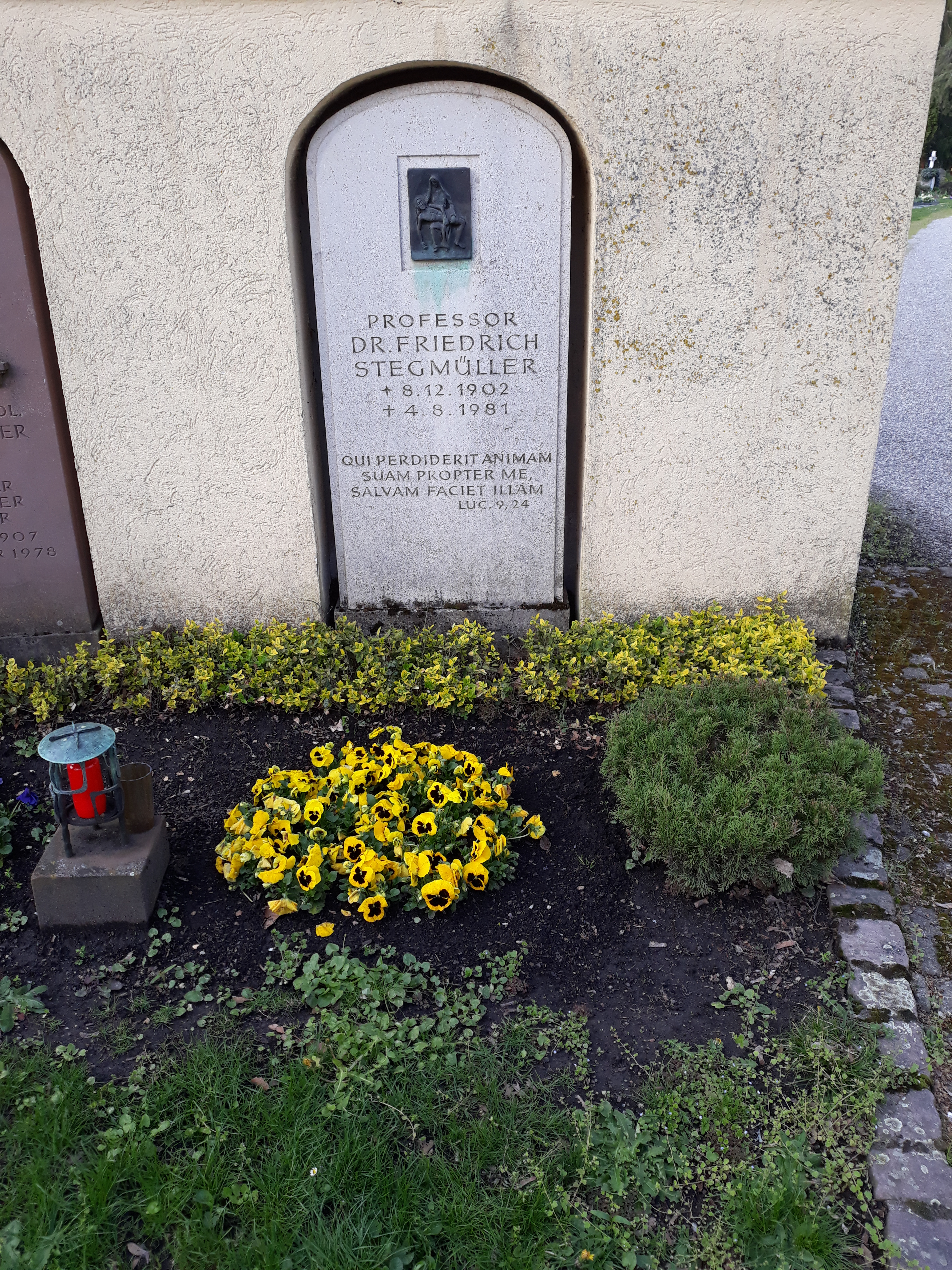
Das Grab von Friedrich Stegmüller auf dem Hauptfriedhof Freiburg im Breisgau.

Friedrich Stegmüller (* 8. Dezember 1902 in Glatt (Hohenzollern); † 4. August 1981 in Pertisau, Tirol) war ein deutscher katholischer Theologe und Professor für Dogmatik.

## Leben
Von 1913 bis 1920 besuchte Stegmüller die Lateinschule in Horb sowie das Gymnasium in Sigmaringen. 1920 begann er sein Theologiestudium in Freiburg im Breisgau, das er 1924 beendete. 1925 empfing er die Priesterweihe. 1928 wurde er promoviert und 1930 habilitierte er sich in Freiburg. 1929 unternahm er Bildungsreisen nach Spanien und Portugal. Von 1929 bis 1933 war er als Repetitor am Collegium Borromaeum in Freiburg beschäftigt. Am 1. Dezember 1936 wurde er zum ordentlichen Professor für Dogmatik in Würzburg (er lebte zu dieser Zeit im Pfarrhaus von Randersacker) und 1949 in Freiburg ernannt. Den Lehrstuhl hatte er bis zu seiner Emeritierung 1967 inne. Seit 1966 war er korrespondierendes Mitglied der Bayerischen Akademie der Wissenschaften.

## Veröffentlichungen (Auswahl)
Stegmüller publizierte seit 1928 und hinterließ zahlreiche Veröffentlichungen, unter anderem im Lexikon für Theologie und Kirche sowie eine Vielzahl von Repertorien. Eine stark gekürzte Auswahl seiner Werke:
- Die Wahrheit über Spanien. Artikelserie in der Kölnischen Volkszeitung, August 1931
- Zur Gnadenlehre des jungen Suarez. Freiburg i. Br. 1933
- Geschichte des Molinismus. Band 1: Neue Molinaschriften. Münster i. W. 1935
- Repertorium Commentariorum in Sententias Petri Lombardi, I-II. Würzburg 1947
- Repertorium Biblicum Medii Aevi. 11 Bde. Madrid 1949-1980 digitale Ausgabe
- Albertus Magnus: Autographum Upsaliense (II Sent. dist. 3 a. 6 - dist. 4 art. 1). Uppsala 1953
- Analecta Upsaliensia theologiam Medii Aevi illustrantia. Tom. I (Opera systematica). Uppsala 1953
- Disputationes de indulgentiis Simonis de Cremona. Tractatus de Deo Trino Hugolini de Urbe vetere. (Ms. Bibl. Gov. 118). Cremona 1955 (Annali della Biblioteca Governativa e Libreria Civica di Cremona; 7,1) (Monumenta Cremonensia; 3)
- Filosofia e Teologia nas Universidades de Coimbra e Évora no Século XVI. Coimbra 1959

## Habilitationen seiner Schüler
- Madre, Alois: Die theologische Polemik gegen Raimundus Lullus. Eine Untersuchung zu den Elenchi auctorum de Raimundo male sentientium. Freiburg i. Br. 1962. - Gedruckt: Münster i. W. 1972
- Riedlinger, Helmut: Quomodo artium magistri Parisienses saeculo decimo quarto ineunte erga fidem christianam se habuerint, disquisitio. Freiburg i. Br. 1963. - Erweiterte Fassung gedruckt als: Introductio generalis, in: Raimundi Lulli Opera latina. 154-155: Opera Parisiensia anno MCCCIX composita. Palma de Mallorca 1967, 1-258
- Stöhr, Johannes: Die theologische Wissenschaftslehre des Juan de Perlin SJ (1569-1638). Freiburg i. Br. 1963. - Gedruckt: Münster i. W. 1967
- Reinhardt, Klaus: Der dogmatische Schriftgebrauch in der katholischen und protestantischen Christologie von der Aufklärung bis zur Gegenwart. Freiburg i. Br. 1968. - Gedruckt: München/Paderborn/Wien 1970